# Desiree van Lunteren
Desiree van Lunteren est une joueuse de football néerlandaise, née à Almere (Pays-Bas), le 30 décembre 1992. Elle joue actuellement à l'Ajax Amsterdam (Pays-Bas).

## Palmarès
- Championne des Pays-Bas (1) : 2010
- Coupe des Pays-Bas (1) : 2011
- Championnat d'Europe (1) : 2017